# Pianoa
Pianoa isolata es una especie de araña araneomorfa de la familia Gradungulidae. Es la única especie del género monotípico Pianoa.

## Distribución
Es originaria de Nueva Zelanda, donde se encuentra en el valle de Waiaka en la región de Otago en la Isla Sur.